# Patinatge artístic als Jocs Olímpics d'hivern de 1964 - Individual femení
Als Jocs Olímpics d'Hivern de 1964 celebrats a la ciutat d'Innsbruck (Àustria) es disputà una prova de patinatge artístic sobre gel en categoria femenina que formà part del programa oficial dels Jocs.
La competició se celebrà entre els dies 30 de gener i 2 de febrer de 1964 a l'Olympia Eisstadion.

## Comitès participants
Hi participaren un total de 30 patinadores de 14 comitès nacionals diferents.
| - Alemanya (4) - Àustria (3) - Canadà (3) - Estats Units (3) - França (2) - Hongria (1) - Itàlia (1) |  | - Japó (3) - Noruega (2) - Països Baixos (1) - Regne Unit (3) - Suècia (1) - Suïssa (1) - Txecoslovàquia (2) |

## Resum de medalles
| Or               | Argent         | Bronze      |
| Sjoukje Dijkstra | Regine Heitzer | Petra Burka |

## Resultats
FO: Figures obligatòries
FL: Figures lliures
| Posició | Nom                   | CON            | FO | FL | Punts  | Pl. |
| ------- | --------------------- | -------------- | -- | -- | ------ | --- |
| 1       | Sjoukje Dijkstra      | Països Baixos  | 1  | 1  | 2018.5 | 9   |
| 2       | Regine Heitzer        | Àustria        | 2  | 5  | 1945.5 | 22  |
| 3       | Petra Burka           | Canadà         | 3  | 2  | 1940.0 | 25  |
| 4       | Nicole Hassler        | França         | 5  | 4  | 1887.7 | 38  |
| 5       | Miwa Fukuhara         | Japó           | 4  | 9  | 1845.1 | 50  |
| 6       | Peggy Fleming         | Estats Units   | 8  | 6  | 1819.6 | 59  |
| 7       | Christine Haigler     | Estats Units   | 6  | 15 | 1803.8 | 74  |
| 8       | Albertina Noyes       | Estats Units   | 9  | 7  | 1798.9 | 73  |
| 9       | Helli Sengtschmid     | Àustria        | 18 | 3  | 1782.1 | 85  |
| 10      | Wendy Griner          | Canadà         | 13 | 8  | 1775.3 | 91  |
| 11      | Sally-Anne Stapleford | Regne Unit     | 7  | 19 | 1757.9 | 108 |
| 12      | Shirra Kenworthy      | Canadà         | 10 | 16 | 1756.3 | 104 |
| 13      | Kumiko Okawa          | Japó           | 15 | 11 | 1725.4 | 136 |
| 14      | Inge Paul             | Alemanya       | 17 | 12 | 1720.3 | 139 |
| 15      | Hana Mašková          | Txecoslovàquia | 19 | 10 | 1714.8 | 142 |
| 16      | Carol-Ann Warner      | Regne Unit     | 12 | 22 | 1692.9 | 162 |
| 17      | Zsuzsa Almássy        | Hongria        | 20 | 14 | 1702.2 | 159 |
| 18      | Diane Clifton-Peach   | Regne Unit     | 11 | 25 | 1711.7 | 152 |
| 19      | Gabriele Seyfert      | Alemanya       | 21 | 17 | 1685.1 | 177 |
| 20      | Ingrid Ostler         | Àustria        | 16 | 20 | 1684.8 | 171 |
| 21      | Ann Margret Frei-Käck | Suècia         | 26 | 13 | 1661.1 | 191 |
| 22      | Junko Ueno            | Japó           | 14 | 26 | 1685.0 | 170 |
| 23      | Franziska Schmidt     | Alemanya       | 22 | 21 | 1662.8 | 193 |
| 24      | Uschi Keszler         | Alemanya       | 25 | 18 | 1642.3 | 213 |
| 25      | Jana Mrázková         | Txecoslovàquia | 23 | 24 | 1646.4 | 205 |
| 26      | Sandra Brugnera       | Itàlia         | 27 | 23 | 1612.5 | 221 |
| 27      | Monika Zingg          | Suïssa         | 28 | 28 | 1568.9 | 248 |
| 28      | Anne Karin Dehle      | Noruega        | 24 | 30 | 1571.9 | 248 |
| 29      | Genevieve Burdel      | França         | 29 | 27 | 1542.0 | 255 |
| 30      | Berit Unn Johansen    | Noruega        | 30 | 29 | 1524.9 | 265 |